# Super Mario Bros. (film)
Super Mario Bros. (ang. Super Mario Bros., znany też jako Super Mario Bros.: The Movie) – amerykańsko-brytyjski film przygodowy z gatunku science fiction z 1993 roku, luźno bazujący na grze komputerowej pod tym samym tytułem. Jest to pierwszy film pełnometrażowy stworzony na podstawie gry wideo. Reżyserami filmu byli Rocky Morton i Annabel Jankel, scenarzystami Parker Bennett, Terry Runté oraz Ed Solomon. Za dystrybucję odpowiedzialne było Buena Vista Pictures poprzez Hollywood Pictures. Fabuła opowiada o braciach Mario (Bob Hoskins i John Leguizamo) i ich wyprawie celem uratowania księżniczki Daisy (Samantha Mathis) z dystopijnego równoległego świata, rządzonego przez bezwzględnego Prezydenta Koopa (Dennis Hopper).
Po uzyskaniu licencji twórczej od Nintendo, scenarzyści wyobrażali sobie film jako wywrotową komedię z „dziwnym i mrocznym” tonem, mającą wpływy z Pogromców duchów (1984) i Czarnoksiężnika z Oz (1939). Fabuła była inspirowana głównie grą Super Mario World (1990), a także elementami z baśni i współczesnej kultury amerykańskiej. Produkcja miała innowacyjny wpływ oraz wprowadziła techniki tworzenia filmów, które obecnie są uznawane za zasadnicze przy przejściu z praktycznych do generowanych komputerowo efektów specjalnych, m.in. wykorzystując oprogramowanie Autodesk Flame. Nagrywanie scen trwało od maja do lipca 1992 roku.
Wydany 28 maja 1993 r., film stał się klapą pod względem recenzji jak i zarobków, odnosząc zysk na poziomie 38,9 miliona dolarów przy budżecie sięgającym 42–48 milionów. Film spotkał się z nieprzychylnymi opiniami krytyków, którzy wytknęli chaotyczną narrację, zauważalny brak wierności z materiałem źródłowym i niespójność; chwalono innowacyjne efekty specjalne, podejście artystyczne i grę aktorską obsady. Zdaniem Shigeru Miyamoto, twórcy serii Mario, film zbytnio próbował naśladować gry zamiast być dobrą produkcją.
Mimo negatywnego odbioru w późniejszych latach film zyskał miano kultowego, zaś niedawno zaczął być postrzegany jako kultowy klasyk. W 2012 roku, we współpracy z Bennettem, opracowano webcomic będący sequelem. Przez długie lata był jedynym filmem z grą aktorską na podstawie gry wydanej przez Nintendo, aż do premiery Pokémon: Detektyw Pikachu (2019). Od 2018 roku wytwórnia Universal Pictures za pośrednictwem Illumination prowadzi prace nad nowym filmem animowanym o Mario, natomiast Miyamoto razem z założycielem Illumination, Chrisem Meledandrim są współproducentami. Planowana premiera w Stanach Zjednoczonych nastąpiła 5 kwietnia 2023 roku. 

## Fabuła
Około 65 milionów lat wcześniej meteor uderza w Ziemię, uśmiercając dinozaury i rozdzielając wszechświat na dwa równoległe wymiary. Ocalałe dinozaury przedostają się do nowego wymiaru i tam ewoluują do rasy humanoidalnej.
Dwadzieścia lat wcześniej tajemnicza kobieta pozostawia jajo wraz z kamieniem przy katolickim sierocińcu. W chwili odejścia zaczepia ją Prezydent Koopa, domagając się informacji gdzie znajduje się kamień. Następnie na kobietę spadają kamienie, zabijając ją. Z jaja wykluwa się niemowlę.
W obecnych czasach dwóch amerykańskich braci włoskiego pochodzenia, Mario i Luigi, mieszka na Brooklynie. Są blisko upadku prowadzonego przez nich przedsiębiorstwa z powodu konkurencyjnej, wspieranej działaniami mafii, firmy Scapelli Construction Company, prowadzonej przez Anthony’ego Scapelli. Luigi zakochuje się w studentce Uniwersytetu Nowojorskiego, Daisy, która poszukuje kości dinozaura pod Mostem Brooklińskim. Po randce, Daisy odprowadza Luigiego na most i staje się świadkiem sabotażu w wykonaniu dwóch pracowników Scapelliego, pozostawiających otwarte rury wodociągowe. Mario i Luigiemu udaje się je naprawić, jednak Iggy i Spike – henchmeni Koopy, będący także jego kuzynami – pozbawiają ich przytomności i uprowadzają Daisy. Po przebudzeniu, bracia ruszają w pościg przez międzywymiarowy portal do Dinohattanu.
Iggy i Spike uświadamiają sobie, że zapomnieli zabrać kamień Daisy – fragment meteorytu, który Koopa chce zdobyć w celu połączenia swojego świata ze światem ludzi. Wtedy też wychodzi na jaw fakt, iż Daisy jest zaginioną księżniczką z innego wymiaru. Gdy Koopa obalił ojca Daisy, króla i dewoluował go do grzyba, jej matka, królowa, zabrała kamień do Brooklynu. Portal uległ zamknięciu lecz ludzie Scapelliego nieświadomie otworzyli go ponownie, wysadzając jaskinię. Koopa wysyła swoich kuzynów aby odnaleźli Daisy oraz kamień celem złączenia wymiarów i uczynienia go dyktatorem obu światów. Po tym jak Koopa przeprowadza na nich jeden z eksperymentów, żeby uczynić ich bardziej inteligentnymi, odkrywają jego złe zamiary i decydują się pomóc braciom Mario. Daisy zostaje zabrana do Wieży Koopa (ang. Koopa-Tower), gdzie spotyka Yoshiego. Koopa daje do zrozumienia Daisy, że jest potomkinią dinozaurów, wierząc że tylko ona jest w stanie połączyć oba światy ze względu na jej dziedzictwo. Daisy zostaje uratowana przez braci Mario i Toada, gitarzystę niegdyś za karę przemienionego w Goombę.
Ostatecznie dochodzi do połączenia dwóch światów. Koopa przed pościgiem za Mario dewoluuje Scapelliego do szympansa. Luigi i Daisy udaje się usunąć fragment meteorytu i światy ponownie się rozdzielają. W Dinohattanie dochodzi do konfrontacji Mario z Koopą, z której wychodzi zwycięsko gdy razem z Luigim strzela do niego z broni odpowiadającej za dewolucję i rzuca w jego stronę Bob-ombę. Koopa, po przemianie w brutalnego pół-humanoidalnego tyranozaura, usiłuje zabić braci Mario lecz nie udaje mu się to – zostaje zmieniony w T. rex, a następnie w zupę pierwotną. Ojciec Daisy ponownie obejmuje tron. Mieszkańcy świętują, niszcząc przy tym wszystkie rzeczy z podobizną Koopy. Luigi wyznaje miłość Daisy i chce, żeby udała się z nim do Brooklynu. Jednak dziewczyna, po odnalezieniu domu i ojca, decyduje się pozostać w Dinohattanie. Załamany Luigi całuje Daisy na pożegnanie i wraca z bratem do domu. Trzy tygodnie później bracia przygotowują się do obiadu, a w telewizji pojawia się reportaż na ich temat. Prezenter wiadomości stwierdza, że bracia powinni być nazywani „Super Mario Bros.” Zjawia się Daisy, prosząc Mario i Luigiego o pomoc w kolejnym zadaniu.
W scenie po napisach końcowych (tzw. scena „post credit”) dwóch japońskich biznesmenów proponuje stworzenie gry wideo na podstawie Iggy’ego i Spike’a, przebywających na Ziemi, pod tytułem The Super Koopa Cousins.

## Obsada
- Bob Hoskins – Mario
- John Leguizamo – Luigi
- Dennis Hopper – Król Koopa
- Samantha Mathis – Księżniczka Daisy
- Fisher Stevens – Iggy
- Richard Edson – Spike
- Fiona Shaw – Lena
- Mojo Nixon – Toad
  - John Fifer – Goomba Toad
- Dana Kaminski – Daniella
- Francesca P. Roberts – Big Bertha
- Gianni Ruso – Anthony Scapelli
- Don Lake – sierżant Simon
- Lance Henriksen – król
- Frank Welker – Yoshi, Goomba (role głosowe)
- Dan Castellaneta – narrator
- Jim Asaki – Japoński biznesmen #1
- Matt Nikko – Japoński biznesmen #2
- Preston Lane – James
- Robert Priester – Egan
- Matthew Zachary Hopkins – Roznosiciel pizzy

## Wersja polska

### Wersja VHS
- Dystrybucja: Vision
- Lektor: Janusz Kozioł

Źródło: